# BMWザウバー
BMWザウバー（BMW Sauber F1 Team）は、2006年から2009年までF1世界選手権に参戦していたチームである。2005年に自動車会社のBMWが既存のチームザウバーを買収して設立した。しかし2009年シーズン後にチームは元のザウバーの手に売却された。
ザウバーの施設を継続して使用するため、本拠地はスイスにあるが、エンジン開発の本拠地はBMW本社のあるドイツ・ミュンヘンであり、チーム国籍はドイツで登録されていた。

## BMWとF1との関わり
オープンホイールのフォーミュラカーにおけるBMWの活動は、その初期においてF2シリーズへの参戦を中心としたものである。F1には1980年代から本格的に参戦するようになり、主に1980年代と2000年以降の2期に分けて考えることができる。ここでは、その前史であるF2時代についても、簡単に取り上げる。

### 1940年代 - 1950年代
第二次世界大戦後、操業再開を許されたBMWは、会社の技術的な蓄積のため、しばしばF2に自社の「328エンジン」を持ち込んで参戦し、自らのチームや、より小さいVeritas、AFM、Jiceyといったチームのために328エンジンを供給した。しかしながら、1955年にF2シリーズが一時的に消滅し、1956年に再開しという一連の動きがあった際、BMWの経営陣はこれ以上オープンホイールのレースに関わらないことを決め、しばしの期間レース活動から撤退することとなる。
1950年に始まったF1には、1952年から1954年にかけ、AFMチームなどにエンジン供給するとともに自社チームも参戦させ、主にドイツGPのみ、いずれもスポット参戦の形で出場を記録している。

### 1960年代
1967年、F2のレギュレーションが改正され、排気量1600ccのエンジンがレギュレーションで認められた。BMWの新しい経営陣は旧経営陣に比べオープンホイールのレースに理解を示していたこともあり、このレギュレーション改正に合わせてレースへの復帰を決断する。
1968年、ローラとのジョイントでF2に復帰。1969年にはM12と呼ばれる1600ccエンジンを開発し、1970年代にかけてF2に参戦を続ける。この間、ローラなどに供給するだけでなく、BMW自身も自社開発のシャシーで参戦してもいる。
このF2復帰に際し、F1にはやはりドイツGPのみスポット参戦の形で、1967年と1968年にローラにエンジン供給する形で参戦している。また、1980年代（後述）のF1参戦時においても登場するM12/13というエンジン名称はこの時代のF2用エンジンに端を発する。

### 1980年代

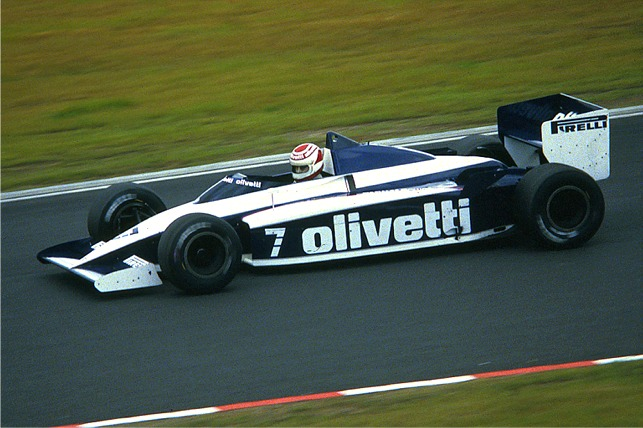
ブラバムBMW BT54 1985年

1980年、BMWはブラバムF1チームに、ターボチャージャー搭載エンジンを供給することを発表する。
1982年には同チームとともに初のレースに挑む。BMWがF1のために開発したM12/13エンジンはF1の歴史的に見ても珍しい直列4気筒のエンジンで、この年はまだ信頼性が確立されていなかったこともあり、ブラバムチームは既存のコスワースDFVエンジンと併用したが、カナダGPにおいてBMWエンジン搭載車がネルソン・ピケの手によりF1初優勝を遂げる。
翌1983年、前年から引き続き供給していたブラバムのネルソン・ピケがBT52/BT52Bを駆り、3勝をあげドライバーズチャンピオンに輝いた。また、この年からBMWはATSチームにも供給を始める。
1984年、この年からアロウズにも供給を開始。2勝をあげる。1985年、この年はわずか1勝に終わる。
1986年、この年はベネトンにも供給し、ゲルハルト・ベルガーにより1勝をあげる（BMWにとって80年代最後の優勝となる）。一方でブラバムは低迷の色を濃くし、リカルド・パトレーゼ、デレック・ワーウィックともにほとんど成果をあげられずじまいとなる。シーズン終盤、翌年限りで撤退することを発表。
1987年、ブラバムにのみ供給し、発表した通りシーズン末に撤退した。
BMWのM12/13エンジンはバッジネームを変えた派生形も存在する。1986年限りで契約を失ったアロウズが1987年にもBMWエンジンを引き続き使うことを欲したため、メガトロン社がエンジン供給の権利を買い、アロウズとリジェにメガトロンエンジンとして前年型M12/13エンジンの改良型をカスタマー供給した。これはBMW本体が撤退した後の1988年まで続く。
BMWのM12/13ターボエンジンは、F1のレースセッションにおいて1000馬力を出力した最初のエンジンとしてよく知られている。予選ではブースト圧の設定を変更することで、最大で少なくとも1400馬力まで出力を向上させることができたと言われている。

### 1990年代前半
BMWはマクラーレンと関係を深め、BMWモータースポーツ社製のエンジンを市販車マクラーレン・F1に供給した。このこともあり、1992年に同F1チームがホンダエンジンを失った際、その後継として、マクラーレンにV12エンジンを供給するなどと復帰の噂が一時期絶えなかったが、結局実現には至っていない。

### 2000年代: ウィリアムズ時代

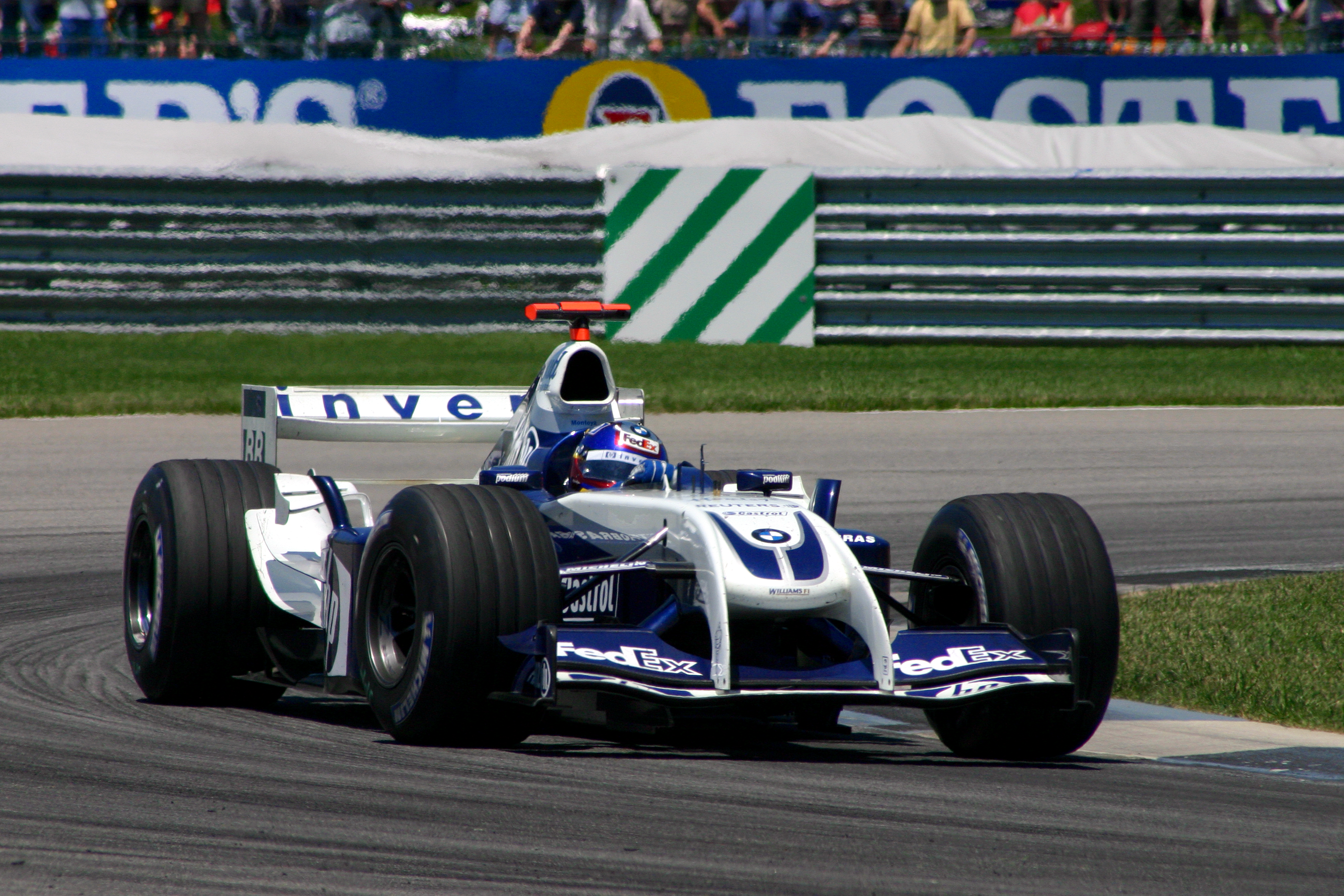
BMWウィリアムズFW26(2004年) フロントのアクセントは市販車にも付いているキドニーグリルを意識している。このアクセントはBMWザウバーにも継承されている。

F1復帰を決断したBMWは1997年にウィリアムズと契約し、2000年の復帰に向け、アドバイザーとしてかつてのドライバー、ゲルハルト・ベルガーを迎えるなど準備をはじめた。手始めにウィリアムズ製のテストシャシーに自社開発のV12エンジンを載せて初期の開発を行ったBMWは、実戦テストという思惑もあって、このエンジンを搭載したBMW V12 LMRを1999年にル・マン24時間レースに参戦させ、優勝というこの上ない形で成果を結実させた。
同時に、同年にはウィリアムズのF1シャシーを使用し、いよいよ翌年のF1参戦用のV10エンジンのテストを開始する。
2000年、ラルフ・シューマッハとこの年デビューとなるジェンソン・バトンを擁して迎える。開幕前の時点ではテスト時のタイムがあまりにも遅かったため「BMWはエンジン開発に失敗した」ともっぱらの評判であったが、復帰戦となったオーストラリアGPで下馬評を覆す好走を見せ、見事に復帰戦を表彰台で飾り、シーズン自体も年間通して復帰初年度としては上々の出来で終える。
続く2001年、復帰2年目ながらもこの頃になるとBMWエンジンは極めて高い評価を得ており、特にエンジンパワーの面では優位性を確立していた。この年はラルフ・シューマッハが3勝をあげ、CARTチャンピオンの新人ファン・パブロ・モントーヤも初優勝を記録している。
2002年はモントーヤがポールポジション7回を獲得しながらも、結果につなげることができず、ラルフが1勝するに留まったが、コンストラクターズ2位に浮上。2003年はラルフ、モントーヤともに2勝ずつあげ、モントーヤはシーズン終盤までドライバーズタイトル、チームとしても最終戦までコンストラクターズタイトルを争うがあと一歩のところで両タイトルを逃したが、前年と同じく、コンストラクターズ2位を獲得。2003年はBMWにとっては大成功といえるシーズンとなった。これ以降もさらなる躍進が期待されたが、レギュレーションの影響やマシン開発をめぐってBMWとウィリアムズは衝突し、成績面も下降線を下り始めることとなる。
2004年はエンジン規定の変更やマシン開発の失敗の影響で1勝（この年はモントーヤが最終戦に記録）で終わったうえ、コンストラクターズ4位に転落。このせいでウィリアムズのシャシー部門とBMW側との間には徐々に摩擦が生じ、これらの状況の解消をはかったBMW側はウィリアムズチームの買収を検討するが、これには同チーム代表であるフランク・ウイリアムズとパトリック・ヘッドが頑なに拒否。BMWとウィリアムズの間には不協和音が生じつつあった。
2005年、ドライバーのラインナップが一新され、マーク・ウェバーとニック・ハイドフェルドという共に若さと一定の経験を兼ね備えたコンビとなる。ドライバーたちは健闘したといえるが、チームは低迷し、トップからは大きく離されたランキング5位でシーズンを終える。BMWがこの年に向けて開発していたP85エンジンは、唐突に発表された2レース1エンジン規定に対応できなかったので（1レース1エンジン前提で開発をしていたため）、この年は前年型を手直ししたのみのP84/5エンジンで戦っていた。そのことも響き、シーズン中はチーム内でシャーシ部門とエンジン部門の間で責任の押し付け合いとなり、いよいよウィリアムズとの亀裂は決定的となる。
BMWウィリアムズチームとしての6年間だが、最初の2年間でエンジンは高評価を得ることに成功し、その集大成が2003年に結実することとなった。だが、各シーズンをドライバーのミスでチャンスを生かし切れなかったことやその信頼性に泣かされることも少なく順風満帆とは言えなかった。そのうえ、2003年シーズン以外はタイトル争いは無理でも優勝を重ねるチャンスはあったもののそれを生かし切れずに終えてしまった。それでも、2003年まではレース成績としては十分に成功を収めたと言ってよいシーズンを送っていたのだが、2000年から2004年の間はフェラーリがF1シリーズを席巻していた影響によって、その結果が陰に隠れてしまった面もあった。

## BMWザウバーF1

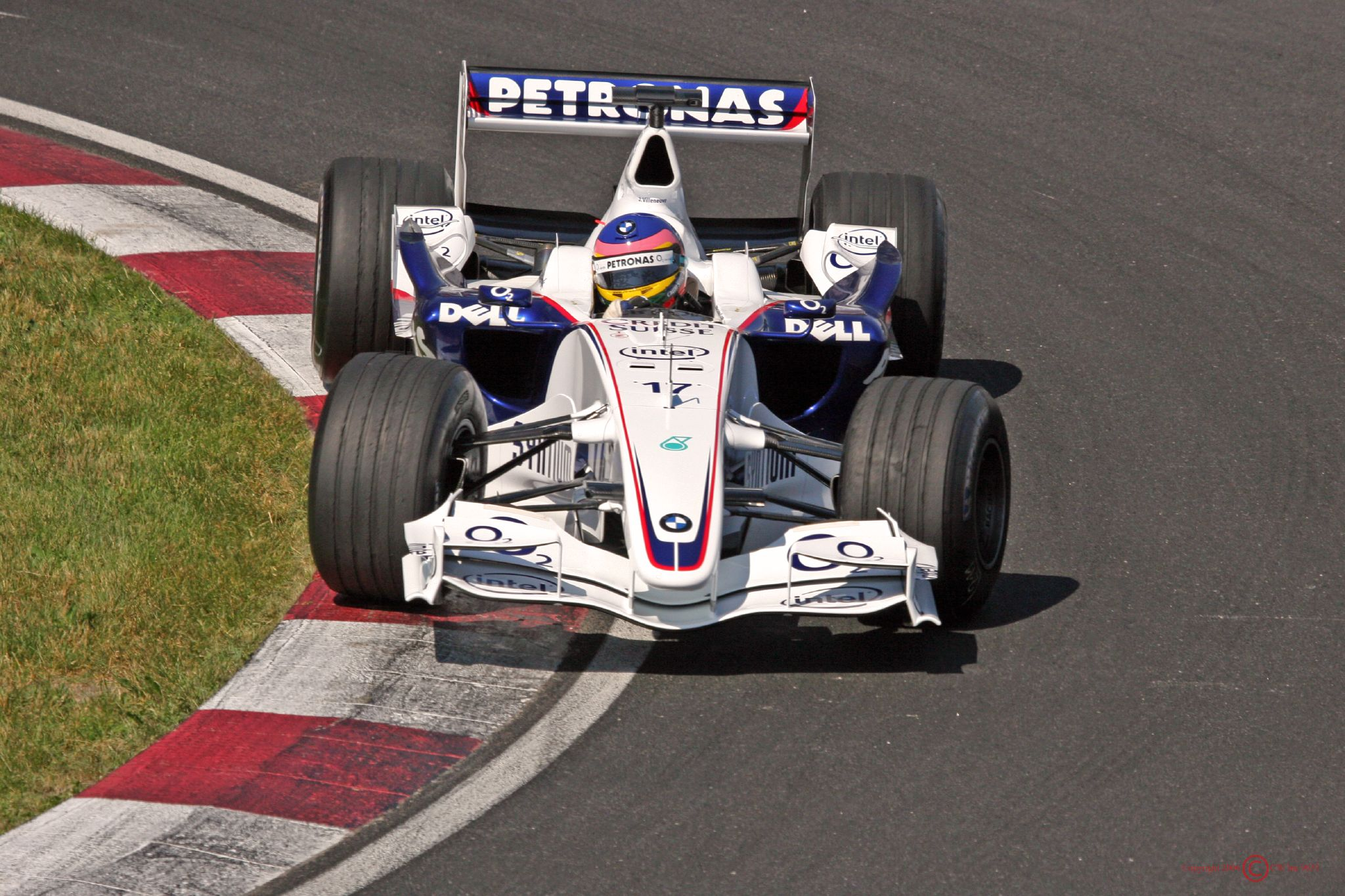
F1.06

BMWは、2005年6月22日にプライベーターチームのザウバーの買収を発表した。新チームはスイスにあるザウバーのファクトリーと風洞施設を引き続き使用してシャシー開発をし、ミュンヘンのBMWファクトリーでエンジンの開発をするという体制を採る事になった。ザウバーが持っていたスポンサーについて、タイトルスポンサーだったペトロナス、クレディ・スイスともに新チームに残留した。この他、テクニカルパートナーとして新たにインテルと契約した。

### 名称
2005年6月22日、BMWがザウバーの買収を発表した当初、その名前は「BMW F1」などになるものと考えられていたため、同年11月14日に新チーム名が発表された際、「ザウバー」の名が残されていたことは若干の驚きをもってむかえられた。
これについて、BMWはザウバーの創設者であるペーター・ザウバー、並びに、引き続きチームのために尽力することになるスイスの旧ザウバースタッフに敬意を表してのものだと説明しているが、一方で、仮にチームが不調に終わった時に、BMW単独名での参戦の場合は本社のブランドイメージに傷を付ける恐れがあり、それを嫌ったためだ、とも言われている。しかし、参戦初年度から、不振に喘ぐ老舗ウィリアムズやマシンが決まらないトヨタらを尻目に着実にポイントを重ね、コンストラクターズ5位と上々の成績を収めたことから、BMW本社の心配はひとまず杞憂に終わった。

### 記録の扱い
参戦数など、BMWザウバーチームの記録の扱いについてはいくつかの混乱が見られるが、2006年の参戦開始時においては、F1の主催者であるFIAによる2つの公式サイト上のどちらでも、BMWザウバーの記録欄はザウバーのそれを引き継ぐ形となっており、BMWザウバーとザウバーは同一のチームとされている。
コンストラクター登録は「Sauber」（2006年）「BMW」（2007年）「BMW Sauber」（2008-2009年）と変化しているが、現在のF1においては参戦チーム=コンストラクターであるため、チームの記録とコンストラクターの記録を分けて考えることは誤りである。同様の例として、レッドブル・レーシングが年によって「Redbull」「RBR」と登録名が変わっているが、これらが別のコンストラクターとして理解されることはない。
BMWは1952年と1953年のドイツGPの2戦だけ、自社名義で単独参戦しており、1952年には決勝12位、1953年には14位と15位でそれぞれ完走を記録している。この2戦の扱いについては「BMW」と「BMWザウバー」として別記録として扱うことが一般的である。

### 2006年
2006年、新生BMWザウバーF1チームは、この頃は珍しくなかった型落ちのマシンで戦い後から新車を導入するのではなく、開幕戦から新車BMWザウバー・F1.06を投入。BMWウイリアムズ時代に良い働きを見せ、また前オーナーのペーター・ザウバーのお気に入りでもあったニック・ハイドフェルドをファーストドライバーに迎え、ザウバーとの間に交わした契約が依然有効だった1997年のチャンピオン、ジャック・ヴィルヌーヴとのコンビネーションでシーズンに臨んだ。控えのサードドライバーは、WSBRのチャンピオンである、ポーランド人のロバート・クビサであった。
ハイドフェルドは第3戦オーストラリアGPの4位を最高にしてコンスタントにポイントを獲得したが、ヴィルヌーヴは不調が続き、第12戦ドイツGPを最後にチームを離脱した。続くハンガリーGPからサードドライバーのクビサがデビューし、いきなり7位入賞で才能の片鱗を見せ付けたがレース終了後の車検で規定重量違反が発覚しポイントを剥奪された。しかしクビサは第15戦イタリアGPでは3位入賞して参戦3戦目にして表彰台を飾った。ハイドフェルドも第13戦ハンガリーGPでチーム初の表彰台となる3位を獲得するなどの活躍を見せ、この年チームは36ポイントを獲得しコンストラクターランキングは5位であった。
フランスGPでは、コックピット前方の左右に一対の垂直ウイングを装着して出走したが、前方視界を妨げるとの理由で次戦から禁止になってしまった。このウイングはジャーナリスト達から、ペトロナスの本社ビルと引っ掛けて「ペトロナスツインタワー」と呼ばれた。

### 2007年
2007年も、前年からのドイツ人のニック・ハイドフェルドとポーランド人のロバート・クビサのコンビで参戦した。
ハイドフェルドは、カナダGPで2位、ハンガリーGPで3位として表彰台に上がり、バーレーンGPと富士では、フェルナンド・アロンソを追い抜くという活発的・積極的な姿も示せた。
クビサも序盤からコンスタントにポイントを獲得していたが、カナダGPでトヨタのヤルノ・トゥルーリと接触し派手にクラッシュした。この事故はBMWザウバー発足以来最も重大なアクシデントであり、一昔前であれば確実にドライバーは死亡しているような事故であったが、HANSを着用していたこと、そしてF1.07がクラッシュテストで想定されたとおり「きちんと壊れた」ことからドライバーへのダメージを吸収したため、奇跡的なことにクビサ自身は足を捻挫しただけで済んだ。ただしFIAの医師団の薦めに従いクビサは次戦アメリカGPを欠場することになった。
アメリカGPではクビサの代役でドイツ人のセバスチャン・ベッテルが出走することになった。ベッテルはこのレースで完走8位入賞して1ポイントを獲得した。新人ドライバーがいきなり出走してポイントを獲得できたのはベッテルの才能もさることながら、F1.07のポテンシャルの高さを示したともいえる。
クビサはフランスGPからは元気な姿でカムバックし、その後もコンスタントにポイントを獲得した。結果的にこの年はほとんどのレースで2人とも入賞でき、マクラーレンとフェラーリに次ぐ第3の立場を築くことに成功した。マクラーレンのポイント剥奪により、コンストラクターズ2位という好結果でシーズンを締めくくった（また、仮にこれがなくても成績面でも自身より下のチームと大差をつけたシーズンとなっている）。

### 2008年
2008年も、引き続きハイドフェルドとクビサのコンビで参戦。
オフシーズンのテストでは、2人とも新車F1.08に手こずっていたが、シーズンが開幕すると、フェラーリ、マクラーレンにも劣らないペースを見せた。
第3戦バーレーンGPでは、クビサがチーム初のポールポジションを獲得し(結果は3位)、第7戦カナダGPでは、クビサが自身、そしてチームにとって初めての優勝を果たした。2位にはハイドフェルドが入り、初優勝をワン・ツー・フィニッシュで飾る最高のものとなった。
だが、第7戦カナダGPの優勝でクビサがポイントリーダーになったにもかかわらず、同年7月の合同テストから翌年の新車開発に比重を移してしまった。だが、この直近にあたる第10戦ドイツGPの結果の時点ではまだクビサのタイトル獲得の可能性は十分に残っており、このチーム方針に対し好走していたクビサは不満を呈したように、この影響でF1.08の開発ペースが遅れたことでタイトル争いから脱落する遠因となり、マシンとしてもルノーやトヨタとの差を詰められることとなった。ただ、これは2009年からKERSの導入やマシン設計に大幅な変更を求めるレギュレーション変更があり、それに備えた面もあった。それでもシーズン全体で見れば、マシンの信頼性は十分あり、安定してポイントを稼いだ。クビサは終盤までタイトル獲得の可能性を残す走りをみせ、最終的にはドライバーズランキングで2007年チャンピオンのキミ・ライコネンと同ポイントの4位を獲得。コンストラクターズポイントも前年からさらに伸ばし大躍進の1年となった。また、マシントラブルによるリタイヤは一度も無く、クビサのリタイヤは開幕戦での中嶋一貴との接触によるものとイギリスグランプリのスピンによるものだけであり、ハイドフェルドは、全戦完走を果たし、連続完走記録でミハエル・シューマッハの記録を抜くこととなった。

### 2009年
2008年から引き続き、ハイドフェルドとクビサのコンビで参戦するとのチームからの発表があった。2009年用のマシン「F1.09」はスペイン・バレンシアにあるリカルド・トルモサーキットで2009年1月20日に発表された。
第2戦マレーシアでは、雨で中断となった大荒れのレースでハイドフェルドが2位を獲得したものの、クビサは開幕から6戦連続でノーポイントと苦しみ、両者とも予選Q1で敗退することも多く、不振を続けた。
この年、KERSを導入したが実践においては目立った効果が無く、第8戦イギリスGPで開発中止をした。結果として、マシン全体の開発も停滞した。
7月29日、緊急の記者会見が行われ、2009年シーズンいっぱいでF1から撤退することを発表した。BMW本社は、リソースを新たなドライブテクノロジーや持続性および環境適合性のプロジェクトに集中していくとした。F1以外のモータースポーツには今後も参戦を続けていく方針とした。
9月15日には、BMWがF1チームをスイスの投資会社であるカドバック・インベストメントに売却したことが発表された。この時点でBMWザウバーは新しいコンコルド協定にサインしておらず、その上、BMWザウバーの撤退を前提として新規参戦チームの追加募集を行ない、新たにロータス・レーシングが参戦権を得ていた。このため国際自動車連盟（FIA）ではBMWザウバーを「14番目のチーム」として2010年のエントリーリストに掲載し、既にエントリー済みの13チームの中から撤退するチームが現れた場合の補欠とすることを表明。その後11月4日にはトヨタF1が同年限りでF1から撤退することが発表されたため、BMWザウバーが参戦権を得ることができた。
11月27日、BMWは、チームを当初発表したカドバックではなく、創始者であるペーター・ザウバーに売却することで合意したと発表した。

### 戦績
| 年   | シャーシ | エンジン     | タイヤ | ドライバー             | 1   | 2   | 3   | 4   | 5   | 6   | 7   | 8   | 9   | 10  | 11  | 12  | 13  | 14  | 15  | 16  | 17  | 18  | ポイント | ランキング |
| ---- | -------- | ------------ | ------ | ---------------------- | --- | --- | --- | --- | --- | --- | --- | --- | --- | --- | --- | --- | --- | --- | --- | --- | --- | --- | -------- | ---------- |
| 2006 | F1.06    | BMWP86(V8)   | M      |                        | BHR | MAL | AUS | SMR | EUR | ESP | MON | GBR | CAN | USA | FRA | GER | HUN | TUR | ITA | CHN | JPN | BRA | 36       | 5th        |
| 2006 | F1.06    | BMWP86(V8)   | M      | ニック・ハイドフェルド | 12  | Ret | 4   | 13  | 10  | 8   | 7   | 7   | 7   | Ret | 8   | Ret | 3   | 14  | 8   | 7   | 8   | Ret | 36       | 5th        |
| 2006 | F1.06    | BMWP86(V8)   | M      | ジャック・ヴィルヌーヴ | Ret | 7   | 6   | 12  | 8   | 12  | 14  | 8   | Ret | Ret | 11  | Ret |     |     |     |     |     |     | 36       | 5th        |
| 2006 | F1.06    | BMWP86(V8)   | M      | ロバート・クビサ       | TD  | TD  | TD  | TD  | TD  | TD  | TD  | TD  | TD  | TD  | TD  | TD  | DSQ | 12  | 3   | 13  | 9   | 9   | 36       | 5th        |
| 2007 | F1.07    | BMWP86/7(V8) | B      |                        | AUS | MAL | BHR | ESP | MON | CAN | USA | FRA | GBR | EUR | HUN | TUR | ITA | BEL | JPN | CHN | BRA |     | 101      | 2nd        |
| 2007 | F1.07    | BMWP86/7(V8) | B      | ニック・ハイドフェルド | 4   | 4   | 4   | Ret | 6   | 2   | Ret | 5   | 6   | 6   | 3   | 4   | 4   | 5   | 14  | 7   | 6   |     | 101      | 2nd        |
| 2007 | F1.07    | BMWP86/7(V8) | B      | ロバート・クビサ       | Ret | 18  | 6   | 4   | 5   | Ret | Inj | 4   | 4   | 7   | 5   | 8   | 5   | 9   | 7   | Ret | 5   |     | 101      | 2nd        |
| 2007 | F1.07    | BMWP86/7(V8) | B      | セバスチャン・ベッテル | TD  | TD  |     |     |     |     | 8   |     |     |     |     |     |     |     |     |     |     |     | 101      | 2nd        |
| 2008 | F1.08    | BMWP86/8(V8) | B      |                        | AUS | MAL | BHR | ESP | TUR | MON | CAN | FRA | GBR | GER | HUN | EUR | BEL | ITA | SIN | JPN | CHN | BRA | 135      | 3rd        |
| 2008 | F1.08    | BMWP86/8(V8) | B      | ニック・ハイドフェルド | 2   | 6   | 4   | 9   | 5   | 14  | 2   | 13  | 2   | 4   | 10  | 9   | 2   | 5   | 6   | 9   | 5   | 10  | 135      | 3rd        |
| 2008 | F1.08    | BMWP86/8(V8) | B      | ロバート・クビサ       | Ret | 2   | 3   | 4   | 4   | 2   | 1   | 5   | Ret | 7   | 8   | 3   | 6   | 3   | 11  | 2   | 6   | 11  | 135      | 3rd        |
| 2009 | F1.09    | BMWP86/9(V8) | B      |                        | AUS | MAL | CHN | BHR | ESP | MON | TUR | GBR | GER | HUN | EUR | BEL | ITA | SIN | JPN | BRA | ABU |     | 36       | 6th        |
| 2009 | F1.09    | BMWP86/9(V8) | B      | ロバート・クビサ       | 14  | Ret | 13  | 18  | 11  | Ret | 7   | 13  | 14  | 13  | 8   | 4   | Ret | 8   | 9   | 2   | 10  |     | 36       | 6th        |
| 2009 | F1.09    | BMWP86/9(V8) | B      | ニック・ハイドフェルド | 10  | 2†  | 12  | 19  | 7   | 11  | 11  | 15  | 10  | 11  | 11  | 5   | 7   | Ret | 6   | Ret | 5   |     | 36       | 6th        |

- 太字はポールポジション、斜字はファステストラップ。(key)

†は規定周回数の75%を消化せずレース終了、通常の半分のポイントを加算

## 車両ギャラリー
- ワークス（2006年 - 2009年）

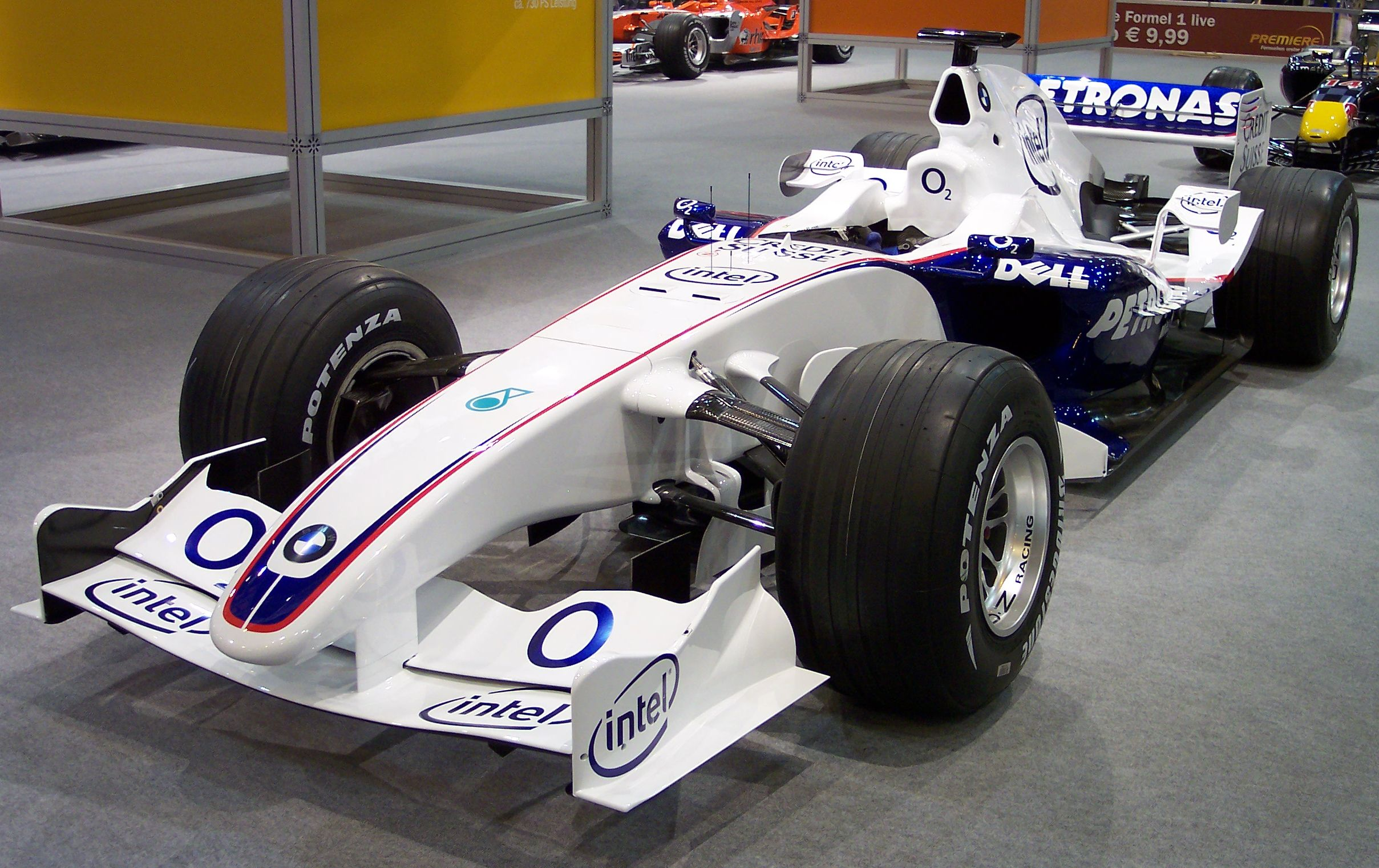
F1.06 BMW
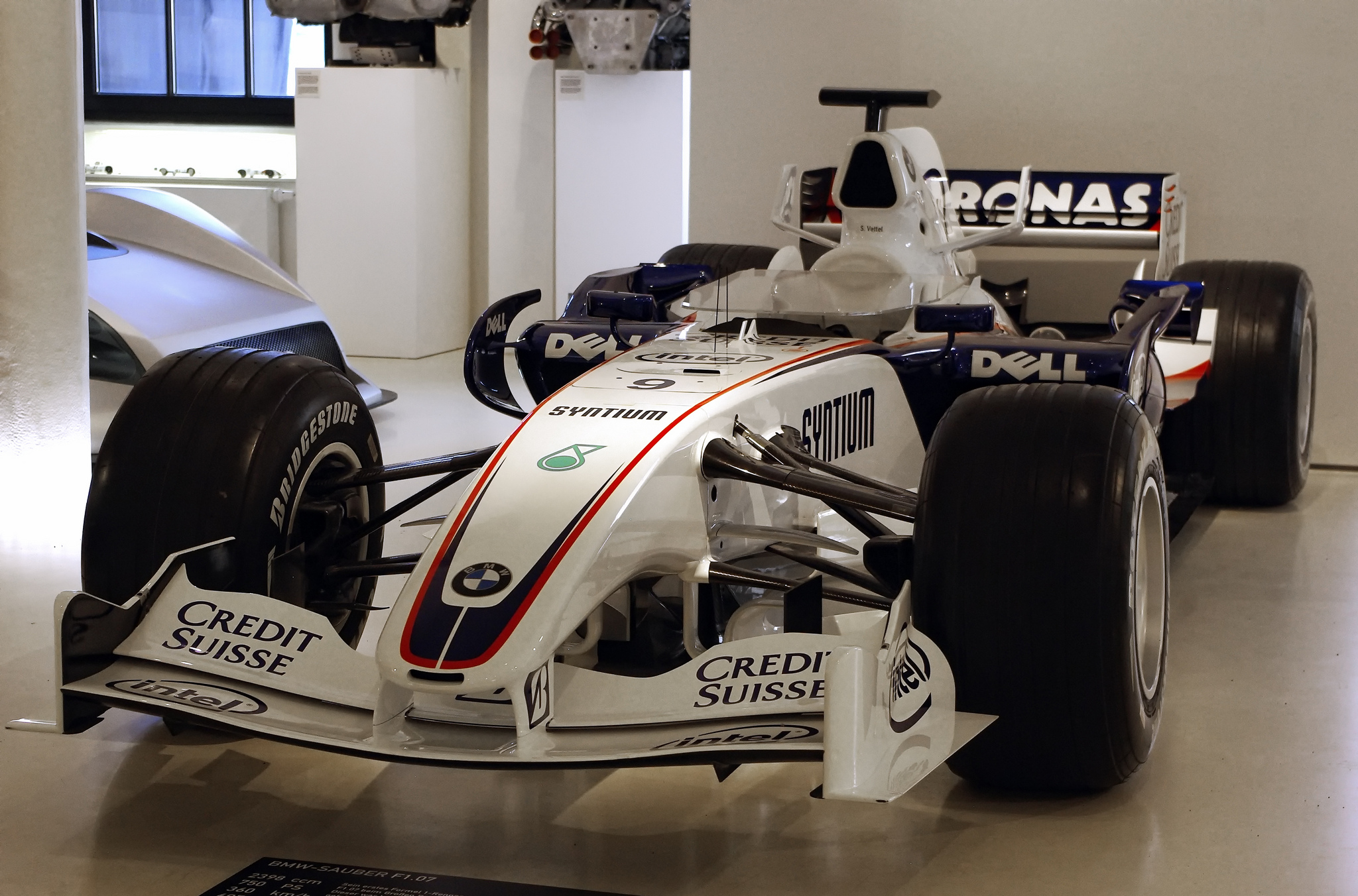
F1.07初期型 BMW
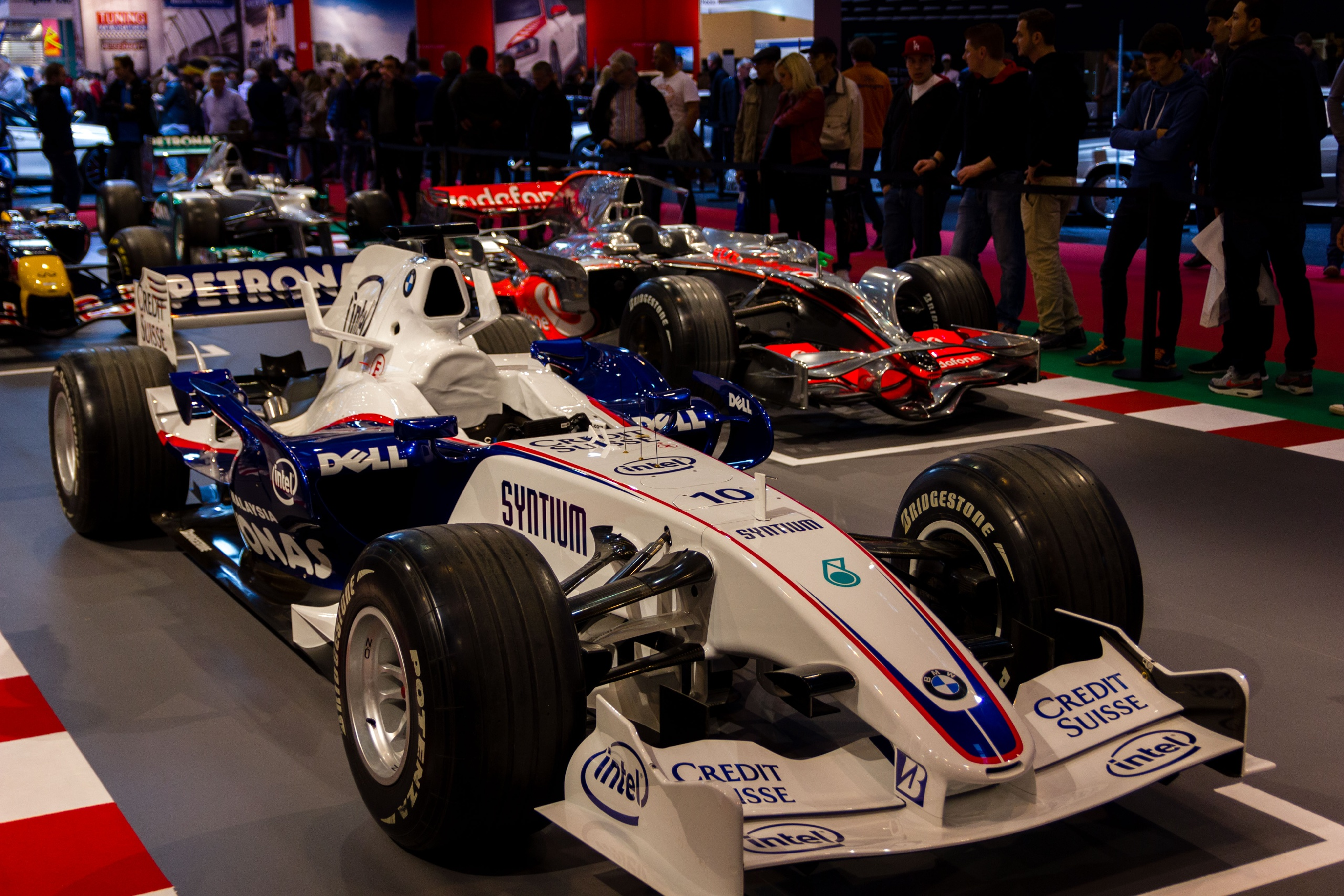
F1.07C BMW
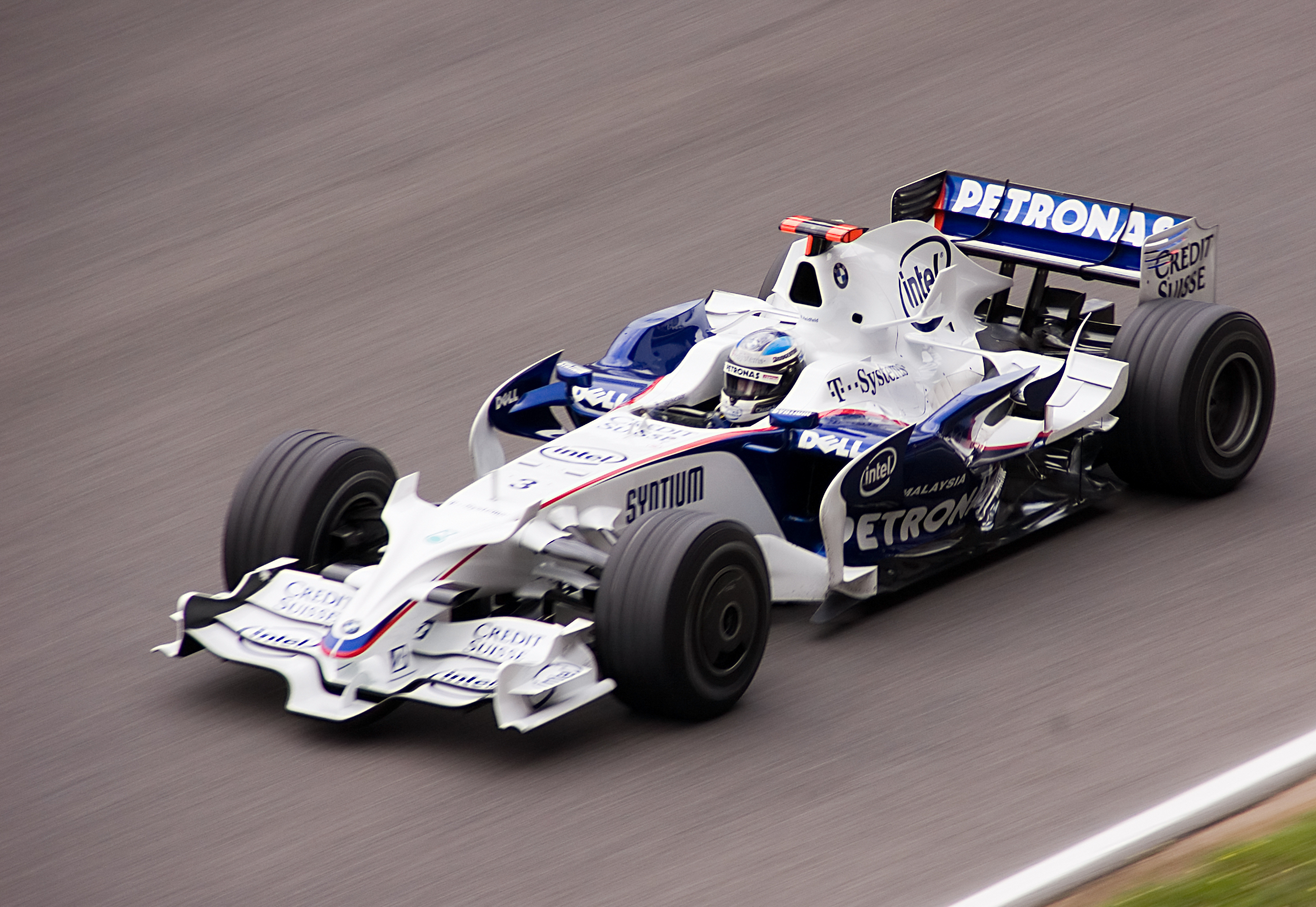
F1.08 BMW
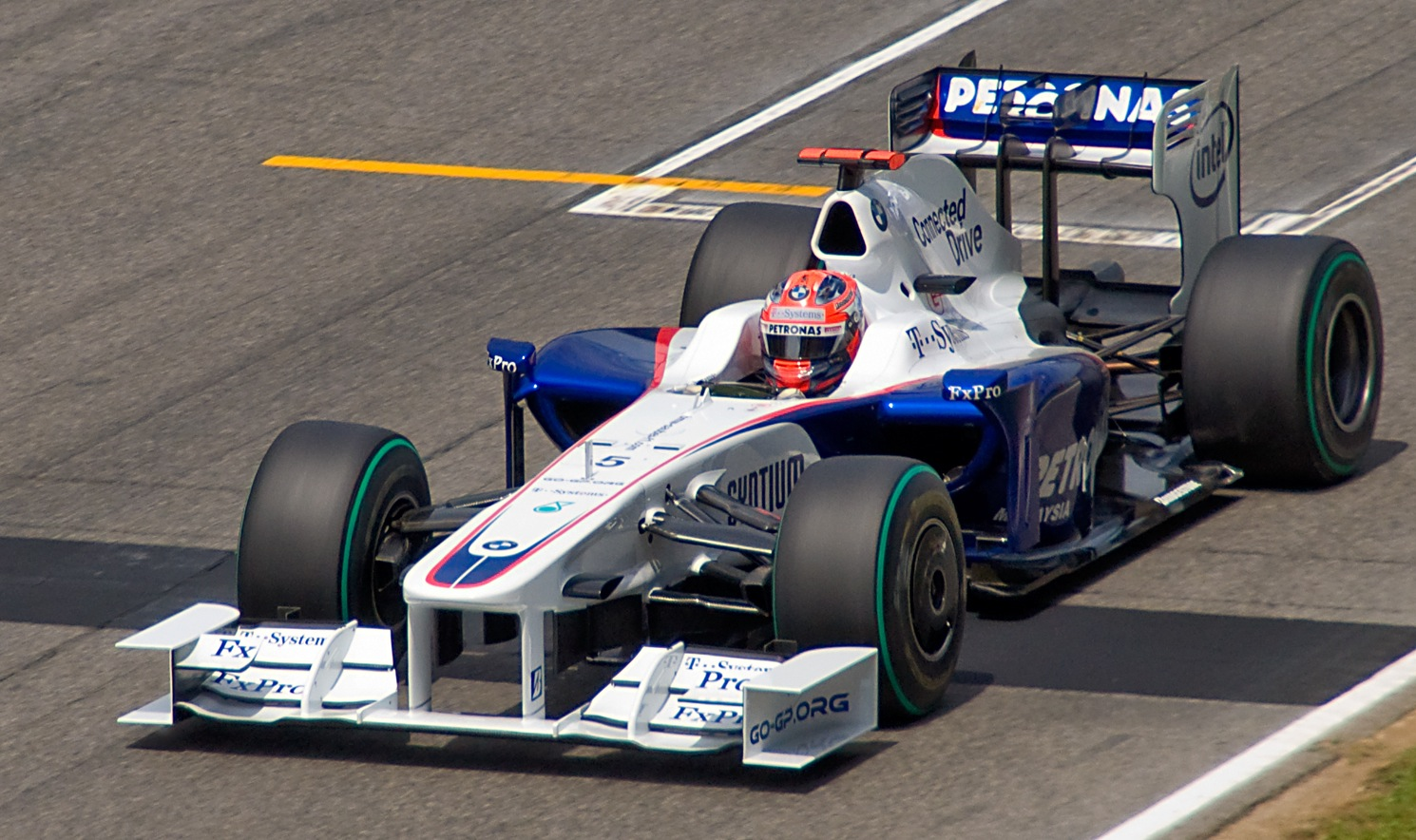
F1.09 BMW